# Vertical Smiles
| Recensione              | Giudizio      |
| ----------------------- | ------------- |
| AllMusic                | [ 1 ]         |
| Sputnikmusic            | 2.5 (Average) |
| Dizionario del Pop-Rock | [ 3 ]         |

Vertical Smiles è il settimo album in studio del gruppo rock statunitense Blackfoot, pubblicato nel 1984.

## Tracce

### LP
Lato A
1. Morning Dew – 5:24 (Bonnie Dobson, Tim Rose)
2. Living in the Limelight – 3:59 (Peter Cetera)
3. Ride with You – 3:30 (Bobby Barth, Jakson Spires, Michael Osborne, Rick Medlocke)
4. Get It On – 4:26 (Jakson Spires, Ken Hensley, Rick Medlocke)

Lato B
1. Young Girl – 4:22 (Greg T. Walker, Jakson Spires, Rick Medlocke)
2. Summer Days – 3:18 (Jakson Spires, Rick Medlocke)
3. A Legend Never Dies – 3:01 (Brent Maher, Mark Gendel, Robert Albin Johnson)
4. Heartbeat and Heels – 3:15 (Jakson Spires, Rick Medlocke)
5. In for the Kill – 3:52 (Jakson Spires, Ken Hensley, Rick Medlocke)

## Formazione
- Rick Medlocke - voce solista, accompagnamento vocale-cori, chitarra solista, chitarra ritmica, chitarra sintetizzatore
- Ken Hensley - tastiere, accompagnamento vocale-cori
- Greg T. Walker - basso, accompagnamento vocale-cori
- Jakson Spires - batteria, percussioni, accompagnamento vocale-cori

Ospite
- Sherri Jarrel - extra accompagnamento vocale-cori

Note aggiuntive
- Al Nalli e Eddy Offord - produttori (per la Al Nalli Productions, Inc.)
- Registrazioni effettuate al Eddy Offord Studio di Atlanta, Georgia (Stati Uniti)
- Eddy Offord - ingegnere delle registrazioni
- Eddy Offord e Rick Medlocke - ingegneri del mixaggio
- Mastering effettuato al Atlantic Studios da Dennis King
- Gary Heery e Bob Defrin - fotografie copertina frontale album originale
- Bob Defrin - art direction[4]

## Classifica
Album
| Anno | Classifica            | Posizione raggiunta |
| ---- | --------------------- | ------------------- |
| 1984 | Billboard 200         | 176                 |
| 1984 | Official Albums Chart | 82                  |

Singoli
| Anno | Titolo del brano | Classifica            | Posizione raggiunta |
| ---- | ---------------- | --------------------- | ------------------- |
| 1984 | Morning Dew      | Mainstream Rock Songs | 55                  |